# Clausena
Clausena Burm.f. è un genere di piante della famiglia delle Rutacee (sottofamiglia Aurantioideae).

## Tassonomia
Il genere comprende le seguenti specie:
- Clausena agasthyamalayana E.S.S.Kumar, Shareef, P.E.Roy & Veldkamp
- Clausena anisata (Willd.) Hook.f. ex Benth.
- Clausena anisum-olens (Blanco) Merr.
- Clausena austroindica B.C.Stone & K.K.N.Nair
- Clausena brevistyla Oliv.
- Clausena emarginata C.C.Huang
- Clausena engleri Yu.Tanaka
- Clausena excavata Burm.f.
- Clausena hainanensis C.C.Huang & W.F.Xing
- Clausena harmandiana (Pierre) Guillaumin
- Clausena henryi (Swingle) C.C.Huang
- Clausena heptaphylla (Roxb.) Wight & Arn.
- Clausena indica (Dalzell) Oliv.
- Clausena kanpurensis Molino
- Clausena lansium (Lour.) Skeels
- Clausena lenis Drake
- Clausena luxurians (Kurz) Swingle
- Clausena poilanei Molino
- Clausena wallichii Oliv.
- Clausena yunnanensis C.C.Huang